# Knooppunt Paalgraven
Het Knooppunt Paalgraven is een Nederlands verkeersknooppunt voor de aansluiting van de autosnelwegen A50 en A59, ten zuiden van Oss. Tevens is in het knooppunt een aansluiting verwerkt op de onderliggende provinciale wegen N324 en N329. 

## Archeologie
Het knooppunt is vernoemd naar de met palen omringde grafheuvels die in de onmiddellijke omgeving ervan zijn gevonden. Deze graven zijn aangelegd in de periode van de Vroege Bronstijd tot de Vroege IJzertijd, dus van 2000 v.Chr - 700 v.Chr. In 1933 werd in deze omgeving het zogeheten Vorstengraf blootgelegd dat een bronzen situla (rituele emmer) bevatte waarin zich een ijzeren zwaard uit 700 v.Chr. bevond. Het is overgebracht naar het Rijksmuseum van Oudheden te Leiden. Het graf was 3 meter hoog en had een doorsnede van 54 meter.
Het gebied De Zevenbergen, waar het knooppunt zich bevindt, is in 1964 en 1965 onderzocht en daarbij werden zeven grafheuvels aangetroffen. Toen het knooppunt werd aangelegd moest dit onderzoek een vervolg krijgen. Proefsleuven brachten aan het licht dat zich in het gebied een palenrij van ten minste 100 meter lengte heeft bevonden. In 2004 volgde de eigenlijke opgraving. Deze bracht een uitgebreid grafveld aan het licht dat echter na de Vroege IJzertijd in onbruik is geraakt. In de 13e eeuw werd op een van de heuvels vermoedelijk een galg opgericht. Deze stond op een kruispunt van doorgaande karrensporen over de heide en in de nabijheid werden de resten van twee slachtoffers gevonden. Ten oosten van het grafveld werden resten van een landweer aangetroffen.
In 2009 werd een tweede Vorstengraf, in het gebied De Zevenbergen, afgegraven.

## Verkeer
Het deel van de A50 dat vanaf het knooppunt in zuidelijke richting loopt richting Eindhoven is aangelegd in de periode tussen 2001 en 2005. Voor die tijd volgde de route van de A50 vanaf dit punt het tracé van de huidige A59 tot aan 's-Hertogenbosch en bestond het knooppunt nog niet. Het verkeer richting Eindhoven diende destijds via 's-Hertogenbosch te rijden terwijl verkeer naar Uden en Veghel slechts een secundaire verbinding had, de toenmalige N265.
De werkzaamheden om de Rijksweg 50 (die oorspronkelijk van Zwolle tot Oss loopt) naar het zuiden door te trekken tot aan Eindhoven zijn in 2006 afgerond. Door dit stuk snelweg behoort de overlast die met name Veghel, Mariaheide en Son ondervonden van de drukte op de oude N265 tussen Oss en Eindhoven tot het verleden. Het knooppunt Paalgraven ten behoeve van de aansluiting met de A59 en het reeds bestaande gedeelte van de A50 zijn als laatste opgeleverd.
Het knooppunt Paalgraven is een onvolledig knooppunt. Dat wil zeggen dat voor sommige rijrichtingen kortstondig de snelweg verlaten moet worden. Komend vanaf Uden (A50) richting 's-Hertogenbosch (A59) en andersom moet via een kruispunt met verkeerslichten en een rotonde worden gereden.
Het knooppunt heeft de vorm van een wegsplitsing, waarbij de A59 zich afsplitst van de A50. Opmerkelijk aan de constructie is dat het verkeer afkomstig van de A59 aan de linkerzijde van de A50 uitkomt, terwijl in tegengestelde richting het verkeer naar de A59 aan de rechterzijde de A50 verlaat. De plattegrond van het knooppunt lijkt op een spoorwissel. Op deze wijze is er slechts een viaduct nodig.

## Richtingen knooppunt
| Aansluitende wegen                                                   | Aansluitende wegen                  | Aansluitende wegen                  | Aansluitende wegen | Aansluitende wegen                               |
| -------------------------------------------------------------------- | ----------------------------------- | ----------------------------------- | ------------------ | ------------------------------------------------ |
|                                                                      |                                     | richting Oss-Oost / Berghem / Megen |                    | richting Arnhem / Apeldoorn / Kampen / Emmeloord |
|                                                                      |                                     |                                     |                    |                                                  |
| richting Oss / 's-Hertogenbosch / Waalwijk / Zevenbergen / Zierikzee | richting Schaijk / Grave / Nijmegen |                                     |                    |                                                  |
|                                                                      |                                     |                                     |                    |                                                  |
|                                                                      |                                     | richting Uden / Veghel / Eindhoven  |                    |                                                  |